# Diego Ibarra
Diego Ibarra è un comune del Venezuela situato nello stato del Carabobo.
Il capoluogo del comune è la città di Mariara.